# あずま樹
あずま 樹（あずま いつき、1968年1月1日 - ）は、日本のAV女優。

## 略歴
2005年にAVデビュー。

## 出演作品

### アダルトビデオ
2005年
- 美セレブ Part1（7月15日、フォーエバー）他出演:松本亜璃沙
- 友達の母親（8月19日、センタービレッジ）
- 東京美人妻（9月2日、センタービレッジ）あづま樹名義
- 新・熟女 LEVEL A 3（9月9日、ルビー）
- 素人モデル極エロオーディション（9月16日、アリスJAPAN）他出演:木下千夏、聖なな、藤倉あすか、友美沙羅、神谷陽子、北崎未来、山田ゆみ、川崎るい
- 不貞の義母（10月25日、マドンナ）
- 美熟女マガジン マドンナ倶楽部 3（11月11日、アリスJAPAN）他出演:紫彩乃、桜月舞、森千奈美、北村彰子、増田ゆり子、長谷川りかこ
- 官能小説ドラマ 三年目のスワップ（11月20日、ホットエンターテイメント）共演:白河みゆり
- 愛しのミセス女教師（11月25日、マドンナ）
- お水の穴道 ～クラブMadonnaへようこそ～（12月25日、マドンナ）共演:佐伯晴香、麻実ゆうか、白咲蓮、上原留華 他

2006年
- 極道に惚れた女たち（1月25日、マドンナ）共演:美月ゆう子、三上夕希、風間ゆみ、岩崎千鶴
- 女豹（2月3日、映天）
- 母さんとしたい!（2月25日、マドンナ）
- ニンフォマニア 熟女未満（3月1日、ワンズファクトリー）あづま樹名義
- 人妻痙攣水着人形 快楽蟻地獄 5（3月3日、映天）
- 女英語教師中出し（3月4日、タカラ映像）
- 近親相姦シリーズ 継母～ままはは～ 六（3月5日、ドリームステージ）
- 満足してない人妻たち 第二章 夫のSEXが下手なので私…他の男に抱かれに来ました。（3月10日、隼エージェンシー）他出演:楠本ゆかり、福山洋子、小林みゆき、三上夕希
- 濡れた白真珠（3月25日、マドンナ）
- 騎痴女 Volume.002 騎乗好きな女たち（4月7日、アルファーインターナショナル）他出演:眞雪ゆん、高樹紗英、松永ありす、大塚ひな
- 近親妻 私、義兄に犯され義父に中出しされました（4月10日、隼エージェンシー）
- オナニスト 第十三章（4月10日、隼エージェンシー）他出演:つかもと友希、結城リナ、菊原まどか、杉山圭、綾乃梓、松本亜璃沙、三上夕希、宝生瑠璃、愛川紗季 他
- お立ち台ダンス痴女（4月15日、未来・フューチャー）他出演:楠みいな、山口ルウ
- 親友の母（4月17日、グラフィティジャパン）
- 僕の愛したけものの母（4月24日、グラフィティジャパン）共演:春うらら
- 熟年離婚妻（4月25日、マドンナ）…共演:美波志保、翔田千里、岡江由美子
- 近親相姦 喪服未亡人編 2（5月2日、グローリークエスト）
- 兄嫁 あづま樹（5月13日、溜池ゴロー）あづま樹名義
- 美熟女ソープ天国 5（5月19日、アリスJAPAN）他出演:三上夕希、美波志保
- 強盗に犯された白い肌（5月25日、ホットエンターテイメント）共演:日高ゆりあ、海老原しのぶ
- HISTORY OF HOT ENTERTAINMENT 15th Anniversary 純愛（5月25日、ホットエンターテイメント）他出演:立花瞳、和希優子、滝沢由紀
- セレブの館（6月19日、スタイルアート）…共演:松本亜璃沙、友崎亜希、片岡梨香子、千野麗香
- M覚醒（7月15日、未来・フューチャー）
- 理髪店の淫乱人妻（7月20日、ホットエンターテイメント）共演:横井夕実
- 完全契約!五十回いかなきゃ帰さない（8月18日、BeCool）
- 恐縮です!梨元勝のマスコミ面接（8月25日、ホットエンターテイメント）共演:日高ゆりあ、楓アイル、菅野亜梨沙、志津花
- 美熟女画報 第十二号（9月13日、溜池ゴロー）
- 美熟女レズ3姉妹（9月19日、スタイルアート）共演:友田真希、松本亜璃沙
- 熟女単体セックスマシーン（9月22日、BeCool）
- フェラコレ2006秋（10月10日、隼エージェンシー）他出演:SARINA、さいとう真央、さくらの、みずなあんり、安奈久美、一ノ瀬カレン、咲月ゆり、桜沢まひる、緒川さら、小向杏奈、小春、真瀬ゆいの、水咲葵、菅野亜梨沙、川尻みゆき、天咲めい、唐沢美樹、桃井りか、美咲沙耶、百瀬まひる、名波ゆら、矢吹涼子、流海、翔田千里
- 性感マダム ～激しいのが好き…!～（11月16日、マキシング）共演:加藤由紀
- あずま樹総集編 4時間（11月25日、マドンナ）
- Hカップ爆乳家政婦は見た! 6（11月25日、ルビー）共演:城エレン
- ツン顔 ～感じてたまるか～（12月15日、アロマ企画）

2007年
- もっこりマニア女（1月25日、アロマ企画）他出演:常盤みどり、澤よし乃
- 完熟インモラル美女（2月23日、ビッグモーカル）
- 悩殺的熟女レズビアン ～第二巻～（3月19日、ZONE）共演:倖田李梨
- 人妻官能不倫旅行（3月22日、ヒビノ）
- パンスト痴女マダム 1（4月5日、ジャネス）
- 美人捜査官の午後は妄想おもらし三昧（5月10日、AVS）
- パンスト・ミセス 3（5月10日、AVS）
- 近親相姦 3（5月19日、スタイルアート）共演:長谷川ちひろ
- セレブ美熟女 最高の筆おろし! 5（5月25日、マドンナ）共演:南原香織
- 熟した競泳水着 3（6月5日、ジャネス）
- 熟女が熟女にレズ調教（6月19日、スタイルアート）共演:南原香織
- 妖美巨尻物語（7月4日、AVS）
- 熟女マニアが見る夢 ブルセラ熟女 一巻（7月4日、AVS）
- 溜池ゴローのうれごろ日記（7月4日、溜池ゴロー）
- グラマー淫乱痴女と濃厚セックス（7月31日、WEEKENDER）
- 華麗なる変態家族 あずま家の人々（8月1日、AVS）
- 艶女と女子校生のレズ交尾（8月19日、スタイルアート）共演:長谷川ちひろ
- 淫熟レズ汁 5（9月5日、ジャネス）共演:くれは沙弥
- オトナの社交場 エグゼクティブ会員制ラグジュアリーセレブパーティー（9月6日、WOMAN）共演:翔田千里、白鳥美鈴、松本亜璃沙、南原香織 他
- 飛びっこ妻（9月18日、Nadeshiko）あづま樹名義
- 美熟女のギャル誘惑 レズ温泉旅行 1（9月19日、スタイルアート）共演:蒼月ひかり
- 熟女レズ調教 競泳水着 1（9月19日、スタイルアート）共演:一ノ瀬彩香
- 熟したセーラー服 1（10月5日、ジャネス）
- フェロモンマダム vol.5（10月7日、桃太郎映像出版）共演:村上涼子
- 兄嫁ベスト（10月12日、溜池ゴロー）他出演:白石さゆり(北条麻妃)、坂本梨沙
- ボディコン、お立ち台で踊ってた女たち 1（10月25日、ジャネス）共演:大城真澄
- 本格レズ 秘境温泉 密会レズ（11月9日、東京音光）共演:谷本舞子、桐島秋子
- 熟女羞恥旅行 NO.5（11月15日、ジャネス）
- 熟女レズ調教 競泳水着 2（11月19日、スタイルアート）共演:南原香織
- 背徳マダムのエロギャル調教日記 1（11月25日、ジャネス）共演:蒼月ひかり
- 湯けむり欲情温泉旅行（12月14日、東京音光）共演:谷本舞子
- マダム ダンスファッカー 1（12月15日、ジャネス）

2008年
- 親友の母親とゴム無し交尾（1月25日、ネクストイレブン）共演:翔田千里
- 熟女も濡れる乱交の宿 ～マドンナファンの集い 美熟女と行く混浴温泉バスツアー3～（1月25日、マドンナ）共演:志村玲子、愛川咲樹、椿美羚、青井マリ、天海ゆり、湯沢多喜子、松浦ユキ、流川純、愛樹るい、朝霧なつこ、三木藤乃、中村綾乃、林田聡美
- ベロ舐め痴女DEEP LIPS（2月1日、AVS）
- 人妻同級生（2月13日、溜池ゴロー）
- 超豪華有名女優未公開映像尺八スペシャル バキューム女達 淫乱お口編 2（2月19日、桃太郎映像出版）他出演:南原香織、白鳥美鈴、Rico、竹内翔子、菜月レオン、赤坂なつみ、山口真理、杉山圭、日向ひな、篠原みい
- 熟女が悶える淫行の宿 ～もう一つの混浴温泉バスツアー 3～（2月25日、マドンナ）共演:志村玲子、愛川咲樹、椿美羚、青井マリ、天海ゆり、湯沢多喜子、松浦ユキ、流川純、愛樹るい、朝霧なつこ、三木藤乃、中村綾乃、林田聡美
- 妖艶おんな愛戯 疼く禁悦の記憶（3月25日、マドンナ）共演:川島めぐみ、山本艶子
- エロい美熟女の巨尻誘惑（9月25日、マドンナ）

2010年
- 完熟女の花道3 3時間　濃厚汁11連発（1月8日、東京音光）他出演:佐藤美紀、谷本舞子、宮崎彩香、柿本真緒、佐和真由美、妹尾のり子、竹田千恵
- いいチチ いいケツ いいマ○コ（5月19日、フォーディメンション/エマニエル）

2012年
- 未亡人下宿 恒例！卒業のお祝いはセックスです。 あずま樹37歳（1月1日、フォーディメンション/エマニエル）